# Ромео (разведка)
План «Ромео» (нем. Romeo-Falle) — собирательное название программы Штази, по которой для добычи жизненно важной информации с Запада разведка ГДР использовала внешне привлекательных мужчин, которые путём соблазнения женщин и вступления с ними в отношения заполучали ценную для ГДР информацию и сообщали её руководству. Аналогичный план в ГДР с использованием женщин-агентов назывался «Венера» (нем. Venus-Falle), хотя подобных агентов называли в шутку «Джульеттами» по аналогии с «Ромео». В КГБ подобных агентов-мужчин на жаргоне называли «вороны», а агентов-женщин — «ласточки».

## Содержание плана
В воспоминаниях бывшего начальника Штази Маркуса Вольфа упоминалось, что разведчикам ГДР не запрещалось заводить на Западе знакомства с женщинами, и если эти знакомства были перспективными, то руководство «не считало необходимым удерживать своих людей от такого рода контактов». Однако из-за многочисленных слухов и городских легенд западные СМИ распространяли слухи, что в ГДР были специальные школы по подготовке агентов «Ромео», и Вольф в воспоминаниях неоднократно опровергал это, постоянно сравнивая подобные россказни с романами о Джеймсе Бонде.
Главное управление разведки ГДР при Министерстве государственной безопасности ГДР (Штази) неоднократно применяло этот план с целью получения ценной информации из ГДР. Агенты Штази заводили знакомства с женщинами, которые занимали посты секретарей и помощниц в различных министерствах ФРГ и не стеснялись сообщать всю информацию своим мужчинам. Аналогично женщины занимались соблазнением мужчин, работавших на высокопоставленных должностях в ФРГ: часто такие женщины высоко продвигались по карьерной лестнице и передавали самую ценную информацию в руки восточногерманской разведки. В Штази и КГБ накапливалась и хранилась информация о сексуальных предпочтениях как самих агентов, так и потенциальных объектах вербовки.
В 1979 году в ФРГ прокатилась волна «дел секретарш», когда множество агентов Штази провалились и попали под суд. По словам Президента Федерального ведомства по охране конституции ФРГ Рихарда Майерса, под суд попали 16 восточногерманских шпионов, и пресса поспешила списать вербовку многих женщин на страх перед насилием или какой-либо шантаж. Такие случаи в истории ГДР действительно имели место, а однажды одна из арестованных, узнав о том, что сообщала информацию агенту-«Ромео», совершила суицид, о чём Вольф сожалел до конца своих дней. Однако начальник отдела в том же федеральном ведомстве Х. Хелленбройх заявил, что многие вступили на путь сотрудничества с ГДР по любви или по личным убеждениям, а не из-за давления или каких-либо обещанных ценностей и наград. Некоторые из завербованных женщин отказывались работать с другими разведчиками, что свидетельствовало о том, что они искренне любили тех, с кем познакомились и кому передавали информацию.
В связи с отзывом на родину зачастую образовавшиеся пары распадались, и долгое время агенты не могли встретиться со своими возлюбленными, а последним грозила уголовная ответственность в случае, если бы их деятельность была раскрыта. После объединения Германии на волне антикоммунизма и осуждения деятельности ГДР в Германии началась волна судебных процессов против «секретарш-агентов», которым нередко выносили приговоры в виде больших сроков тюремного заключения. Только после объединения Германии (хоть и не сразу) Федеральный конституционный суд Германии постановил прекратить все уголовные преследования агентов ГДР, отказавшись их считать изменниками Родины, и немедленно освободить всех осуждённых. Это во многом помогло восстановить многие пары.

## Завербованные по плану
- Габриэла Гаст — сотрудница Федеральной разведывательной службы ФРГ, доктор политологии[2]. Завербована Карл-Хайнцем Шнайдером[4], во время вербовки стала главным аналитиком разведки ФРГ по СССР и Восточной Европе. В 1987 году назначена заместителем руководителя отдела Восточного блока в разведке ФРГ. После объединения Германии арестована и осуждена, но в феврале 1994 года освобождена[1].
- Урзель Лоренцен — секретарь штаб-квартиры НАТО в Брюсселе; ассистент британского директора оперативного управления при генеральном секретаре НАТО[2]. Завербована Дитером Вилем[1].
- Дитер Попп — страховой агент в Бонне, открытый гомосексуалист. Завербован Эгоном Штреффером (умер в 1989 году от СПИДа).
- Карл-Хайнц Кнолльман — подполковник пограничной службы ФРГ. Завербован Рут Мозер, жительницей Бонна; позже она завербовала своего второго мужа, который сообщал Штази информацию о военно-политической стратегической оборонной концепции ФРГ[1].
- Ингрид Гарбе — секретарь представителя ФРГ в НАТО. Разоблачена в 1979 году[1].
- Гудрун (фамилия неизвестна) — секретарь при Гансе Глобке. Завербована лётчиком Гербертом С. («Астор»), который представился как офицер советской разведки. Стараниями Гудрун удалось добиться ухода последнего из политики. От сотрудничества с другими разведчиками отказывалась, не желая бросать Герберта, которого называла любимым человеком[1].
- Маргарет Любиг — переводчица в штаб-квартире НАТО в Фонтенбло. Завербована Роландом Гандтом, директором театра из Саксонии, который работал под легендой офицера датской разведки. С другими разведчиками на контакт не шла (минимум трижды отказывалась), поскольку испытывала искренние чувства к Роланду[1][4].
- Шнайдер (имя неизвестно) — сотрудница ведомства федерального канцлера. После знакомства с разведчиком подавала заявку на принятие в СЕПГ. Сотрудничала и после отзыва разведчика, пока не рассказала другому мужчине правду о своей должности[1].
- Урсула Х. — секретарь руководства ХДС; разоблачена вместе с мужем в 1979 году. В ГДР из руководства ХДС бежали секретари, работавшие под псевдонимами «Кристель», «Герда» и «Уте», состоявшие в браках с уроженцами ГДР[1].
- Инга Г. и Хельга Р. — секретарши высокопоставленных деятелей ФРГ. В 1979 году срочно отозваны в ГДР после провала разведки[1].
- Энн-Кристин Боуэн — сотрудница Службы безопасности штаб-квартиры НАТО. Подданная Великобритании[2].
- Лотта Бургхоф — секретарь Министра иностранных дел ФРГ. Завербована Отто Зайделем, с которым обвенчалась[4].
- Герда Шретер — секретарь посольства ФРГ в Варшаве. Разоблачена и осуждена за шпионаж[5].
- Ирэна Шульц — чиновница Министерства науки ФРГ. Разоблачена и осуждена за шпионаж[5].
- Гудрун Браун — сотрудница Министерства иностранных дел ФРГ. Разоблачена и осуждена за шпионаж[5].
- Урсула Шмидт — сотрудница Федерального ведомства по охране конституции Германии. Разоблачена и осуждена за шпионаж[5].
- Леонора Зюттерляйн — сотрудница Министерства иностранных дел ФРГ (в документах КГБ и Главного управления разведки ГДР — источник «Хельга»). Завербована агентом Фрицем Кранцем («Астор»), с которым познакомилась на мессе в Венском соборе Святого Стефана, а вскоре обвенчалась с ним в том же соборе. Арестована Федеральным ведомством по охране конституции Германии, сотрудники которого рассказали ей о подлинной работе Кранца. Не приняв эти факты, она покончила с собой[5].

## Известные агенты программы
- Розалия Кунце — секретарь при одном из сотрудников министерства обороны ФРГ, передавая большое количество ценных документов. Разрываясь между долгом и чувствами, раскрыла своему бойфренду правду и попала под суд в 1960 году[1].
- «Феликс» (настоящее имя неизвестно) — один из первых агентов, который в Бонне пытался завербовать секретаря (псевдоним «Норма»), но из-за разрыва отношений вынужден был уехать домой. Позже рекомендовал некую Гудрун, которая работала секретарём при Гансе Глобке, статс-секретаре Конрада Аденауэра[1].
- Герберт З. — завербовал двух женщин. Первая — Герда О., сотрудница шифровального отдела МИД ФРГ. Передавала информацию из ряда стран мира, в том числе и из США. В Варшаве раскрыла правду агенту разведки ФРГ, однако предупредила Герберта перед этим, что позволило ему уйти в ГДР. Вторая — Инга, с которой познакомился в Болгарии. Работала в ведомстве федерального канцлера, снабжала разведку ценной информацией. Зарегистрировала брак в загсе ГДР, однако страницу с записью удалили[1].

## В культуре
- Телесериал «Германия-83» (2015). Йонас Най[англ.] сыграл роль главного героя, агента Штази Мартина Рауха, который в типичном стиле «Ромео» соблазняет Линду Зайлер (роль исполнила Никола Кастнер), секретаря в штаб-квартире НАТО.
- Фильм «Ромео» (2001, режиссёр Гермина Хунтгебурт), отмечен премией Grimme-Preis в 2002 году. Главную роль агента-«Ромео» сыграл Сильвестр Грот, который женился на информаторше (Мартина Гедек), однако позже развёлся с ней, поскольку она не сообщала ему ничего толкового.
- Фильм «Другая женщина» (2004, режиссёр Маргарета фон Тротта). Роль завербованного секретаря сыграла Барбара Сукова, которая передавала агенту-«Ромео» важные документы.
- Телесериал «Под одним небом» (2017). Агент ГДР Ларс Вебер (роль исполнил Том Шиллинг) соблазняет аналитика Лорен Фабер (София Хелин).
- Документальный сериал «Операция "Ромео"» (1998, ARD).